# Torneo Apertura 2011 de Segunda División de Costa Rica
Fue la LXX versión del torneo. La temporada 2011-2012 estará compuesta por 20 equipos, divididos en 2 grupos de 10 equipos cada uno, compuestos sobre la base de la ubicación geográfica. La temporada tendrá la particularidad de que subirá el campeón y habrá un repechaje entre el subcampeón y el último lugar de la Primera División de Costa Rica, el ganador de esa serie estará en primera el próximo año y el perdedor jugará en segunda división, esto se debe a la desafiliación del equipo de Barrio México en primera división; por otro lado descenderán los dos últimos lugares de la tabla general a Primera División de LINAFA y solo ascenderá uno de esa categoría, buscando con esto que haya 18 equipos para la temporada 2012-2013.

## Equipos

### Grupo A
| '                                 |                                                         |                                   |       | |
| Equipo                            | Ciudad/Área                                             | Estadio                           | Aforo | Nombre(s) Anterior(es) |
| Aserri FC                         | Ciudad de Aserrí, San José                              | Estadio ST Center                 | 2500  | Asociación Deportiva Aserrí |
| Asociación Deportiva Carmelita    | Ciudad de Atenas, Alajuela                              | Estadio Carlos Alvarado           | 3000  | Carmen FC |
| Asociación Deportiva Cartagena    | Ciudad de Cantón de Santa Cruz (Costa Rica), Guanacaste | Polideportivo de Cartagena        | 1100  | |
| Asociación Deportiva Escazuceña   | Ciudad de Escazú, Escazú                                | Estadio Nicolás Masis             | 2000  | Asociación Deportiva Alfaro Ruiz, A.D. San Carlos Zona Norte                                                                       |
| Asociación Deportiva Guanacasteca | Ciudad de Nicoya, Guanacaste                            | Estadio Chorotega                 | 5000  | |
| Asociación Deportiva Ramonense    | Ciudad de San Ramón, Alajuela                           | Estadio Guillermo Vargas Roldán   | 6000  | Asociación Deportiva Ramonense, Asociación Deportiva Poeta Occidente                                                               |
| Club Deportivo Barrio México      | Ciudad de Guadalupe, cantón de Goicoechea, San José     | Estadio Coyella Fonseca           | 4500  | Municipal San José |
| Club Sport Uruguay de Coronado    | Ciudad de Vázquez de Coronado, San José                 | Estadio Municipal el Labrador     | 2500  | |
| Grecia FC                         | Ciudad de Grecia, Alajuela                              | Estadio Allen Riggioni            | 4000  | Asociación Deportiva Grecia |
| Municipal Liberia                 | Ciudad de Liberia, Guanacaste                           | Estadio Edgardo Baltodano Briceño | 5797  | Municipal Liberia, Águilas Guanacastecas, Liberia Mía, Asociación Deportiva Desamparados, Asociación Deportiva Desamparados-Brujas |

### Grupo B
| '                                        |                                             |                                         |       |                                                                |  |
| Equipo                                   | Ciudad/Área                                 | Estadio                                 | Aforo | Nombre(s) Anterior(es)                                         |  |
| AS Puma Generaleña                       | Ciudad de Zeledón, San José                 | Polideportivo de Pérez Zeledón          | 2100  | El Roble F.C                                                   |  |
| Asociación Deportiva Cariari Pococí      | Ciudad de Pococí, Limón                     | Estadio Comunal de Cariari              | 1200  |                                                                |  |
| Asociación Deportiva Guajira             | Ciudad de Pococí, provincia de Limón        | Estadio Ebal Rodríguez                  | 4000  |                                                                |  |
| Asociación Deportiva La Suerte           | Ciudad de Pococí, Limón                     | Estadio La Suerte                       | 4000  |                                                                |  |
| Asociación Deportiva Municipal Turrialba | Ciudad de Turrialba, Cartago                | Estadio Rafael Ángel Camacho            | 4500  |                                                                |  |
| Asociación Deportiva UCR                 | Ciudad de Sabanilla, San José, Costa Rica   | Estadio Ecológico                       | 3000  |                                                                |  |
| Jacó Rays FC                             | Ciudad de Garabito, Puntarenas              | Estadio Municipal de Garabito           | 3000  | Club de Fútbol América, ADN, Asociación Deportiva Naranjo-Jacó |  |
| Municipal Coto Brus                      | Ciudad de Coto Brus, Puntarenas             | Estadio Hamilton Villalobos             | 4100  |                                                                |  |
| Paraíso Total                            | Ciudad de Paraíso, Cartago                  | Estadio José Joaquín “Quincho” Barquero | 2500  |                                                                |  |
| Saprissa de Corazón J.V.C.               | Ciudad de San Juan del Murciélago, San José | Estadio Ricardo Saprissa Aymá           | 23170 | Fusión Tibas                                                   |  |

## Tabla del torneo

### Grupo A
| Equipo              | Pts | PJ | PG | PE | PP | GF | GC | DG  |
| ------------------- | --- | -- | -- | -- | -- | -- | -- | --- |
| Guanacasteca        | 23  | 13 | 8  | 2  | 3  | 24 | 11 | +13 |
| Ramonense           | 22  | 13 | 6  | 5  | 2  | 25 | 13 | +12 |
| Carmelita           | 22  | 13 | 6  | 4  | 3  | 26 | 17 | +9  |
| Barrio México       | 22  | 13 | 6  | 4  | 3  | 18 | 15 | +3  |
| Uruguay de Coronado | 16  | 13 | 4  | 4  | 4  | 22 | 16 | +6  |
| Liberia             | 18  | 13 | 5  | 4  | 4  | 23 | 10 | +13 |
| Cartagena           | 15  | 13 | 4  | 3  | 6  | 18 | 18 | 0   |
| Aserri FC           | 14  | 13 | 4  | 3  | 6  | 15 | 19 | -4  |
| Grecia FC           | 12  | 13 | 3  | 2  | 7  | 10 | 21 | -11 |
| Escazuceña          | 5   | 13 | 1  | 2  | 10 | 9  | 40 | -31 |

Pts – Puntos; PJ – Partidos Jugados; PG - Partidos Ganados; PE - Partidos Empatados; PP - Partidos Perdidos; GF – Goles a Favor; GC – Goles en Contra; DG – Diferencia de Goles
|  |                                           |
|  | Posición Clasificatoria a la Segunda fase |

|  |                                       |
|  | Descenso a Primera División de Linafa |

### Grupo B
| Equipo              | Pts | PJ | PG | PE | PP | GF | GC | DG  |
| ------------------- | --- | -- | -- | -- | -- | -- | -- | --- |
| UCR                 | 28  | 13 | 9  | 1  | 3  | 30 | 16 | +14 |
| Jacó Rays FC        | 27  | 13 | 8  | 3  | 2  | 30 | 19 | +11 |
| La Suerte           | 25  | 13 | 8  | 1  | 4  | 28 | 18 | +10 |
| Saprissa de Corazón | 24  | 13 | 7  | 3  | 3  | 29 | 14 | +15 |
| Turrialba           | 20  | 13 | 5  | 2  | 5  | 22 | 20 | +2  |
| Coto Brus           | 17  | 13 | 5  | 2  | 6  | 16 | 26 | -10 |
| AS Pumas Generaleña | 16  | 13 | 4  | 4  | 5  | 19 | 21 | -2  |
| Cariari             | 12  | 13 | 2  | 6  | 5  | 19 | 24 | -5  |
| Guajira             | 9   | 13 | 2  | 3  | 8  | 15 | 30 | -15 |
| Paraíso Total       | 4   | 13 | 1  | 1  | 11 | 7  | 27 | -20 |

Pts – Puntos; PJ – Partidos Jugados; PG - Partidos Ganados; PE - Partidos Empatados; PP - Partidos Perdidos; GF – Goles a Favor; GC – Goles en Contra; DG – Diferencia de Goles
|  |                                           |
|  | Posición Clasificatoria a la Segunda fase |

|  |                                       |
|  | Descenso a Primera División de Linafa |

## Segunda fase
|  | Cuartos de final    | Cuartos de final | Cuartos de final |   |              | Semifinales | Semifinales | Semifinales |  |  | Final     | Final | Final |
|  |                     |                  |                  |   |              |             |             |             |  |  |           |       |       |
|  |                     |                  |                  |   |              |             |             |             |  |  |           |       |       |
|  | Guanacasteca        | 1                | 2                |   |              |             |             |             |  |  |           |       |       |
|  | Saprissa de Corazón | 1                | 1                |   |              |             |             |             |  |  |           |       |       |
|  | Saprissa de Corazón | 1                | 1                |   | Guanacasteca | 3           | 1           |             |  |  |           |       |       |
|  |                     |                  |                  |   | Guanacasteca | 3           | 1           |             |  |  |           |       |       |
|  |                     | Carmelita        | 3                | 2 |              |             |             |             |  |  |           |       |       |
|  | Jacó Rays           | Carmelita        | 3                | 2 | 1            | 1           |             |             |  |  |           |       |       |
|  | Jacó Rays           |                  |                  |   | 1            | 1           |             |             |  |  |           |       |       |
|  | Carmelita           | 1                | 1                |   |              |             |             |             |  |  |           |       |       |
|  |                     |                  |                  |   |              |             |             |             |  |  | Carmelita | 1     | 2     |
|  |                     |                  | Ramonense        | 0 | 1            |             |             |             |  |  |           |       |       |
|  | La Suerte           | 2                | 0                |   |              |             |             |             |  |  |           |       |       |
|  | Ramonense           | 2                | 3                |   |              |             |             |             |  |  |           |       |       |
|  | Ramonense           | 2                | 3                |   | Ramonense    | 1           | 1           |             |  |  |           |       |       |
|  |                     |                  |                  |   | Ramonense    | 1           | 1           |             |  |  |           |       |       |
|  |                     | Barrio México    | 0                | 1 |              |             |             |             |  |  |           |       |       |
|  | UCR                 | Barrio México    | 0                | 1 | 2            | 0           |             |             |  |  |           |       |       |
|  | UCR                 |                  |                  |   | 2            | 0           |             |             |  |  |           |       |       |
|  | CD. Barrio México   | 0                | 2                |   |              |             |             |             |  |  |           |       |       |

### Final ida
| 1     | POR   | Bryan Zamora        |  |
| 4     | DEF   | Jonathan Marchena   |  |
| 18    | DEF   | Fabricio Santamaría |  |
| 19    | DEF   | Jesús Ramírez       |  |
| 8     | DEF   | Johan Perafán       |  |
| 10    | MED   | Miguel Marín        |  |
| 21    | MED   | Franklin Chacón     |  |
| 16    | MED   | Elmer Umaña         |  |
| 9     | MED   | Esteban Santana     |  |
| 11    | DEL   | Bryan López         |  |
| 24    | DEL   | Sebastián Matuz     |  |
| D. T. | D. T. | Orlando De León     |  |

| 30    | POR   | Hans Zúñiga       |  |
| 4     | DEF   | Jeffry Muñoz      |  |
| 5     | DEF   | José Manuel Lara  |  |
| 26    | DEF   | Diego Valerio     |  |
| 77    | DEF   | Raymond Fernández |  |
| 7     | MED   | Cristian Cisneros |  |
| 8     | MED   | Bryan Solórzano   |  |
| 21    | MED   | Logan Santamaría  |  |
| 22    | MED   | Elí Jiménez       |  |
| 12    | DEL   | Ignacio Quesada   |  |
| 31    | DEL   | Gherland McDonald |  |
| D. T. | D. T. | Rolando Araya     |  |

| 6 | Centrocampista | Agustín Zamora | Entró |
| 7 | Delantero      | Carlos Molina  | Entró |

| 9  | Delantero | Ricardo Ávila      | Entró |
| 27 | Delantero | Juan Martín Juárez | Entró |

| 57' | Franklin Chacón | 1:0 |

| Amonestado · Amonestado · Amonestado | Jonathan Marchena Miguel Marín Bryan López |

| Amonestado · Amonestado | Diego Valerio Raymond Fernández |

| 84' | Raymond Fernández |

| Principal  | Johnny Quirós    |
| Asistentes | Juan Carlos Mora |
|            | Leslie Macre     |
| Cuarto     | Leonardo Arias   |

|                    |   |   |
| Tiros              | - | - |
| Tiros a puerta     | - | - |
| Faltas             | - | - |
| Saques de esquina  | - | - |
| Penaltis           | - | - |
| Fueras de juego    | - | - |
| Posesión del balón | % | % |

| Alineación inicial |

| 1     | POR   | Bryan Zamora        |  |
| 4     | DEF   | Jonathan Marchena   |  |
| 18    | DEF   | Fabricio Santamaría |  |
| 19    | DEF   | Jesús Ramírez       |  |
| 8     | DEF   | Johan Perafán       |  |
| 10    | MED   | Miguel Marín        |  |
| 21    | MED   | Franklin Chacón     |  |
| 16    | MED   | Elmer Umaña         |  |
| 9     | MED   | Esteban Santana     |  |
| 11    | DEL   | Bryan López         |  |
| 24    | DEL   | Sebastián Matuz     |  |
| D. T. | D. T. | Orlando De León     |  |

| 30    | POR   | Hans Zúñiga       |  |
| 4     | DEF   | Jeffry Muñoz      |  |
| 5     | DEF   | José Manuel Lara  |  |
| 26    | DEF   | Diego Valerio     |  |
| 77    | DEF   | Raymond Fernández |  |
| 7     | MED   | Cristian Cisneros |  |
| 8     | MED   | Bryan Solórzano   |  |
| 21    | MED   | Logan Santamaría  |  |
| 22    | MED   | Elí Jiménez       |  |
| 12    | DEL   | Ignacio Quesada   |  |
| 31    | DEL   | Gherland McDonald |  |
| D. T. | D. T. | Rolando Araya     |  |

| 6 | Centrocampista | Agustín Zamora | Entró |
| 7 | Delantero      | Carlos Molina  | Entró |

| 9  | Delantero | Ricardo Ávila      | Entró |
| 27 | Delantero | Juan Martín Juárez | Entró |

| 57' | Franklin Chacón | 1:0 |

| Amonestado · Amonestado · Amonestado | Jonathan Marchena Miguel Marín Bryan López |

| Amonestado · Amonestado | Diego Valerio Raymond Fernández |

| 84' | Raymond Fernández |

| Principal  | Johnny Quirós    |
| Asistentes | Juan Carlos Mora |
|            | Leslie Macre     |
| Cuarto     | Leonardo Arias   |

|                    |   |   |
| Tiros              | - | - |
| Tiros a puerta     | - | - |
| Faltas             | - | - |
| Saques de esquina  | - | - |
| Penaltis           | - | - |
| Fueras de juego    | - | - |
| Posesión del balón | % | % |

| Alineación inicial |

| 1     | POR   | Bryan Zamora        |  |
| 4     | DEF   | Jonathan Marchena   |  |
| 18    | DEF   | Fabricio Santamaría |  |
| 19    | DEF   | Jesús Ramírez       |  |
| 8     | DEF   | Johan Perafán       |  |
| 10    | MED   | Miguel Marín        |  |
| 21    | MED   | Franklin Chacón     |  |
| 16    | MED   | Elmer Umaña         |  |
| 9     | MED   | Esteban Santana     |  |
| 11    | DEL   | Bryan López         |  |
| 24    | DEL   | Sebastián Matuz     |  |
| D. T. | D. T. | Orlando De León     |  |

| 30    | POR   | Hans Zúñiga       |  |
| 4     | DEF   | Jeffry Muñoz      |  |
| 5     | DEF   | José Manuel Lara  |  |
| 26    | DEF   | Diego Valerio     |  |
| 77    | DEF   | Raymond Fernández |  |
| 7     | MED   | Cristian Cisneros |  |
| 8     | MED   | Bryan Solórzano   |  |
| 21    | MED   | Logan Santamaría  |  |
| 22    | MED   | Elí Jiménez       |  |
| 12    | DEL   | Ignacio Quesada   |  |
| 31    | DEL   | Gherland McDonald |  |
| D. T. | D. T. | Rolando Araya     |  |

| 6 | Centrocampista | Agustín Zamora | Entró |
| 7 | Delantero      | Carlos Molina  | Entró |

| 9  | Delantero | Ricardo Ávila      | Entró |
| 27 | Delantero | Juan Martín Juárez | Entró |

| 57' | Franklin Chacón | 1:0 |

| Amonestado · Amonestado · Amonestado | Jonathan Marchena Miguel Marín Bryan López |

| Amonestado · Amonestado | Diego Valerio Raymond Fernández |

| 84' | Raymond Fernández |

| Principal  | Johnny Quirós    |
| Asistentes | Juan Carlos Mora |
|            | Leslie Macre     |
| Cuarto     | Leonardo Arias   |

|                    |   |   |
| Tiros              | - | - |
| Tiros a puerta     | - | - |
| Faltas             | - | - |
| Saques de esquina  | - | - |
| Penaltis           | - | - |
| Fueras de juego    | - | - |
| Posesión del balón | % | % |

| Alineación inicial |

| 1     | POR   | Bryan Zamora        |  |
| 4     | DEF   | Jonathan Marchena   |  |
| 18    | DEF   | Fabricio Santamaría |  |
| 19    | DEF   | Jesús Ramírez       |  |
| 8     | DEF   | Johan Perafán       |  |
| 10    | MED   | Miguel Marín        |  |
| 21    | MED   | Franklin Chacón     |  |
| 16    | MED   | Elmer Umaña         |  |
| 9     | MED   | Esteban Santana     |  |
| 11    | DEL   | Bryan López         |  |
| 24    | DEL   | Sebastián Matuz     |  |
| D. T. | D. T. | Orlando De León     |  |

| 30    | POR   | Hans Zúñiga       |  |
| 4     | DEF   | Jeffry Muñoz      |  |
| 5     | DEF   | José Manuel Lara  |  |
| 26    | DEF   | Diego Valerio     |  |
| 77    | DEF   | Raymond Fernández |  |
| 7     | MED   | Cristian Cisneros |  |
| 8     | MED   | Bryan Solórzano   |  |
| 21    | MED   | Logan Santamaría  |  |
| 22    | MED   | Elí Jiménez       |  |
| 12    | DEL   | Ignacio Quesada   |  |
| 31    | DEL   | Gherland McDonald |  |
| D. T. | D. T. | Rolando Araya     |  |

| 6 | Centrocampista | Agustín Zamora | Entró |
| 7 | Delantero      | Carlos Molina  | Entró |

| 9  | Delantero | Ricardo Ávila      | Entró |
| 27 | Delantero | Juan Martín Juárez | Entró |

| 57' | Franklin Chacón | 1:0 |

| Amonestado · Amonestado · Amonestado | Jonathan Marchena Miguel Marín Bryan López |

| Amonestado · Amonestado | Diego Valerio Raymond Fernández |

| 84' | Raymond Fernández |

| Principal  | Johnny Quirós    |
| Asistentes | Juan Carlos Mora |
|            | Leslie Macre     |
| Cuarto     | Leonardo Arias   |

|                    |   |   |
| Tiros              | - | - |
| Tiros a puerta     | - | - |
| Faltas             | - | - |
| Saques de esquina  | - | - |
| Penaltis           | - | - |
| Fueras de juego    | - | - |
| Posesión del balón | % | % |

| Alineación inicial |

### Final vuelta
| 30    | POR   | Hans Zúñiga       |  |
| 00    | DEF   | Lee Zapata        |  |
| 4     | DEF   | Jeffry Muñoz      |  |
| 22    | DEF   | Elí Jiménez       |  |
| 5     | DEF   | José Manuel Lara  |  |
| 26    | MED   | Diego Valerio     |  |
| 12    | MED   | Ignacio Quesada   |  |
| 00    | MED   | Warren Granados   |  |
| 21    | MED   | Logan Santamaría  |  |
| 7     | DEL   | Cristian Cisneros |  |
| 9     | DEL   | Ricardo Ávila     |  |
| D. T. | D. T. | Rolando Araya     |  |

| 1     | POR   | Bryan Zamora       |  |
| 4     | DEF   | Jonathan Marchena  |  |
| 6     | DEF   | Agustín Zamora     |  |
| 18    | DEF   | Fabricio Chavarría |  |
| 19    | DEF   | Jesús Ramírez      |  |
| 10    | MED   | Miguel Marín       |  |
| 00    | MED   | Carlos Montenegro  |  |
| 16    | MED   | Elmer Umaña        |  |
| 9     | MED   | Esteban Santana    |  |
| 21    | DEL   | Franklin Chacón    |  |
| 24    | DEL   | Sebastián Matuz    |  |
| D. T. | D. T. | Orlando De León    |  |

| 00 | Defensa        | Bandera de ? | Entró |
| 00 | Centrocampista | Bandera de ? | Entró |
| 00 | Delantero      | Bandera de ? | Entró |

| 00 | Defensa        | Bandera de ? | Entró |
| 00 | Centrocampista | Bandera de ? | Entró |
| 00 | Delantero      | Bandera de ? | Entró |

| 70' | Logan Santamaría | 1:1 |

| 57' · 80' | Esteban Santana Elmer Umaña | 0:1 1:2 |

| Principal  | Andrey Vega       |
| Asistentes | Mauricio Córdoba  |
|            | Asdrúbal Alvarado |
| Cuarto     | Carlos Salazar    |

|                    |   |   |
| Tiros              | - | - |
| Tiros a puerta     | - | - |
| Faltas             | - | - |
| Saques de esquina  | - | - |
| Penaltis           | - | - |
| Fueras de juego    | - | - |
| Posesión del balón | % | % |

| Alineación inicial |

| 30    | POR   | Hans Zúñiga       |  |
| 00    | DEF   | Lee Zapata        |  |
| 4     | DEF   | Jeffry Muñoz      |  |
| 22    | DEF   | Elí Jiménez       |  |
| 5     | DEF   | José Manuel Lara  |  |
| 26    | MED   | Diego Valerio     |  |
| 12    | MED   | Ignacio Quesada   |  |
| 00    | MED   | Warren Granados   |  |
| 21    | MED   | Logan Santamaría  |  |
| 7     | DEL   | Cristian Cisneros |  |
| 9     | DEL   | Ricardo Ávila     |  |
| D. T. | D. T. | Rolando Araya     |  |

| 1     | POR   | Bryan Zamora       |  |
| 4     | DEF   | Jonathan Marchena  |  |
| 6     | DEF   | Agustín Zamora     |  |
| 18    | DEF   | Fabricio Chavarría |  |
| 19    | DEF   | Jesús Ramírez      |  |
| 10    | MED   | Miguel Marín       |  |
| 00    | MED   | Carlos Montenegro  |  |
| 16    | MED   | Elmer Umaña        |  |
| 9     | MED   | Esteban Santana    |  |
| 21    | DEL   | Franklin Chacón    |  |
| 24    | DEL   | Sebastián Matuz    |  |
| D. T. | D. T. | Orlando De León    |  |

| 00 | Defensa        | Bandera de ? | Entró |
| 00 | Centrocampista | Bandera de ? | Entró |
| 00 | Delantero      | Bandera de ? | Entró |

| 00 | Defensa        | Bandera de ? | Entró |
| 00 | Centrocampista | Bandera de ? | Entró |
| 00 | Delantero      | Bandera de ? | Entró |

| 70' | Logan Santamaría | 1:1 |

| 57' · 80' | Esteban Santana Elmer Umaña | 0:1 1:2 |

| Principal  | Andrey Vega       |
| Asistentes | Mauricio Córdoba  |
|            | Asdrúbal Alvarado |
| Cuarto     | Carlos Salazar    |

|                    |   |   |
| Tiros              | - | - |
| Tiros a puerta     | - | - |
| Faltas             | - | - |
| Saques de esquina  | - | - |
| Penaltis           | - | - |
| Fueras de juego    | - | - |
| Posesión del balón | % | % |

| Alineación inicial |

| 30    | POR   | Hans Zúñiga       |  |
| 00    | DEF   | Lee Zapata        |  |
| 4     | DEF   | Jeffry Muñoz      |  |
| 22    | DEF   | Elí Jiménez       |  |
| 5     | DEF   | José Manuel Lara  |  |
| 26    | MED   | Diego Valerio     |  |
| 12    | MED   | Ignacio Quesada   |  |
| 00    | MED   | Warren Granados   |  |
| 21    | MED   | Logan Santamaría  |  |
| 7     | DEL   | Cristian Cisneros |  |
| 9     | DEL   | Ricardo Ávila     |  |
| D. T. | D. T. | Rolando Araya     |  |

| 1     | POR   | Bryan Zamora       |  |
| 4     | DEF   | Jonathan Marchena  |  |
| 6     | DEF   | Agustín Zamora     |  |
| 18    | DEF   | Fabricio Chavarría |  |
| 19    | DEF   | Jesús Ramírez      |  |
| 10    | MED   | Miguel Marín       |  |
| 00    | MED   | Carlos Montenegro  |  |
| 16    | MED   | Elmer Umaña        |  |
| 9     | MED   | Esteban Santana    |  |
| 21    | DEL   | Franklin Chacón    |  |
| 24    | DEL   | Sebastián Matuz    |  |
| D. T. | D. T. | Orlando De León    |  |

| 00 | Defensa        | Bandera de ? | Entró |
| 00 | Centrocampista | Bandera de ? | Entró |
| 00 | Delantero      | Bandera de ? | Entró |

| 00 | Defensa        | Bandera de ? | Entró |
| 00 | Centrocampista | Bandera de ? | Entró |
| 00 | Delantero      | Bandera de ? | Entró |

| 70' | Logan Santamaría | 1:1 |

| 57' · 80' | Esteban Santana Elmer Umaña | 0:1 1:2 |

| Principal  | Andrey Vega       |
| Asistentes | Mauricio Córdoba  |
|            | Asdrúbal Alvarado |
| Cuarto     | Carlos Salazar    |

|                    |   |   |
| Tiros              | - | - |
| Tiros a puerta     | - | - |
| Faltas             | - | - |
| Saques de esquina  | - | - |
| Penaltis           | - | - |
| Fueras de juego    | - | - |
| Posesión del balón | % | % |

| Alineación inicial |

| 30    | POR   | Hans Zúñiga       |  |
| 00    | DEF   | Lee Zapata        |  |
| 4     | DEF   | Jeffry Muñoz      |  |
| 22    | DEF   | Elí Jiménez       |  |
| 5     | DEF   | José Manuel Lara  |  |
| 26    | MED   | Diego Valerio     |  |
| 12    | MED   | Ignacio Quesada   |  |
| 00    | MED   | Warren Granados   |  |
| 21    | MED   | Logan Santamaría  |  |
| 7     | DEL   | Cristian Cisneros |  |
| 9     | DEL   | Ricardo Ávila     |  |
| D. T. | D. T. | Rolando Araya     |  |

| 1     | POR   | Bryan Zamora       |  |
| 4     | DEF   | Jonathan Marchena  |  |
| 6     | DEF   | Agustín Zamora     |  |
| 18    | DEF   | Fabricio Chavarría |  |
| 19    | DEF   | Jesús Ramírez      |  |
| 10    | MED   | Miguel Marín       |  |
| 00    | MED   | Carlos Montenegro  |  |
| 16    | MED   | Elmer Umaña        |  |
| 9     | MED   | Esteban Santana    |  |
| 21    | DEL   | Franklin Chacón    |  |
| 24    | DEL   | Sebastián Matuz    |  |
| D. T. | D. T. | Orlando De León    |  |

| 00 | Defensa        | Bandera de ? | Entró |
| 00 | Centrocampista | Bandera de ? | Entró |
| 00 | Delantero      | Bandera de ? | Entró |

| 00 | Defensa        | Bandera de ? | Entró |
| 00 | Centrocampista | Bandera de ? | Entró |
| 00 | Delantero      | Bandera de ? | Entró |

| 70' | Logan Santamaría | 1:1 |

| 57' · 80' | Esteban Santana Elmer Umaña | 0:1 1:2 |

| Principal  | Andrey Vega       |
| Asistentes | Mauricio Córdoba  |
|            | Asdrúbal Alvarado |
| Cuarto     | Carlos Salazar    |

|                    |   |   |
| Tiros              | - | - |
| Tiros a puerta     | - | - |
| Faltas             | - | - |
| Saques de esquina  | - | - |
| Penaltis           | - | - |
| Fueras de juego    | - | - |
| Posesión del balón | % | % |

| Alineación inicial |

| Campeón Asociación Deportiva Carmelita Campeonato #3- |